# Kabinett Suzuki Kantarō
Das Kabinett Suzuki Kantarō (jap. 鈴木貫太郎内閣, Suzuki Kantarō naikaku) regierte Japan unter Führung von Premierminister Suzuki Kantarō vom 7. April 1945 bis 17. August 1945.
Suzuki Kantarō löste Koiso Kuniaki als Premierminister ab und leitete als 42. Premierminister Japans (29. Amtsinhaber) die Regierung. Die Lage Japans war bereits katastrophal und das Kabinett war gespalten zwischen dem Wunsch für Frieden und für einen letzten Kampf auf dem japanischen Heimatland. Das Kabinett versuchte sogar ohne Erfolg, Russland als Friedensvermittler zu gewinnen.
Nach den Atombombenabwürfen auf Hiroshima und Nagasaki am 6. und 9. August 1945 akzeptierte das Kabinett die Potsdamer Erklärung und die bedingungslose Kapitulation. Suzuki trat am 17. August zurück.
| Amt                                       | Name                                             | Kammer (Wahlkreis) | Fraktion |
| ----------------------------------------- | ------------------------------------------------ | ------------------ | -------- |
| Premierminister                           | Suzuki Kantarō                                   |                    |          |
| Außenminister                             | Suzuki Kantarō bis 9. April 1945                 |                    |          |
| Außenminister                             | Shigemitsu Mamoru bis 17. August 1945            |                    |          |
| Innenminister                             | Abe Genki                                        |                    |          |
| Finanzminister                            | Hirose Toyosaku                                  |                    |          |
| Heeresminister                            | Anami Korechika                                  |                    |          |
| Marineminister                            | Yonai Mitsumasa                                  |                    |          |
| Justizminister                            | Matsuzaka Hiromasa                               |                    |          |
| Kultusminister                            | Ōta Kōzō                                         |                    |          |
| Minister für Landwirtschaft und Industrie | Ishiguro Tadaatsu                                |                    |          |
| Munitionsminister                         | Toyoda Teijirō                                   |                    |          |
| Minister für Transport und Kommunikation  | Toyoda Teijirō bis 11. April 1945                |                    |          |
| Minister für Transport und Kommunikation  | Kobiyama Naoto bis zur Auflösung am 19. Mai 1945 |                    |          |
| Minister für Transport seit 19. Mai 1945  | Kobiyama Naoto bis 17. August 1945               |                    |          |
| Großostasienminister                      | Suzuki Kantarō bis 9. April 1945                 |                    |          |
| Großostasienminister                      | Tōgō Shigenoru bis 17. August 1945               |                    |          |
| Ministerium für Wohlfahrt                 | Okada Tadahiko                                   |                    |          |
| Staatsminister                            | Sakurai Heigorō                                  |                    |          |
| Staatsminister                            | Shimomur Hiroshi                                 |                    |          |
| Staatsminister                            | Sakonji Seizō                                    |                    |          |
| Staatsminister                            | Yasui Tōji 11. April bis 17. August 1945         |                    |          |

## Andere Positionen
| Amt                        | Name               |
| -------------------------- | ------------------ |
| Chefkabinettssekretär      | Sakomizu Hisatsune |
| Leiter des Legislativbüros | Murase Naokai      |